# Eleccions legislatives d'Israel de 2015

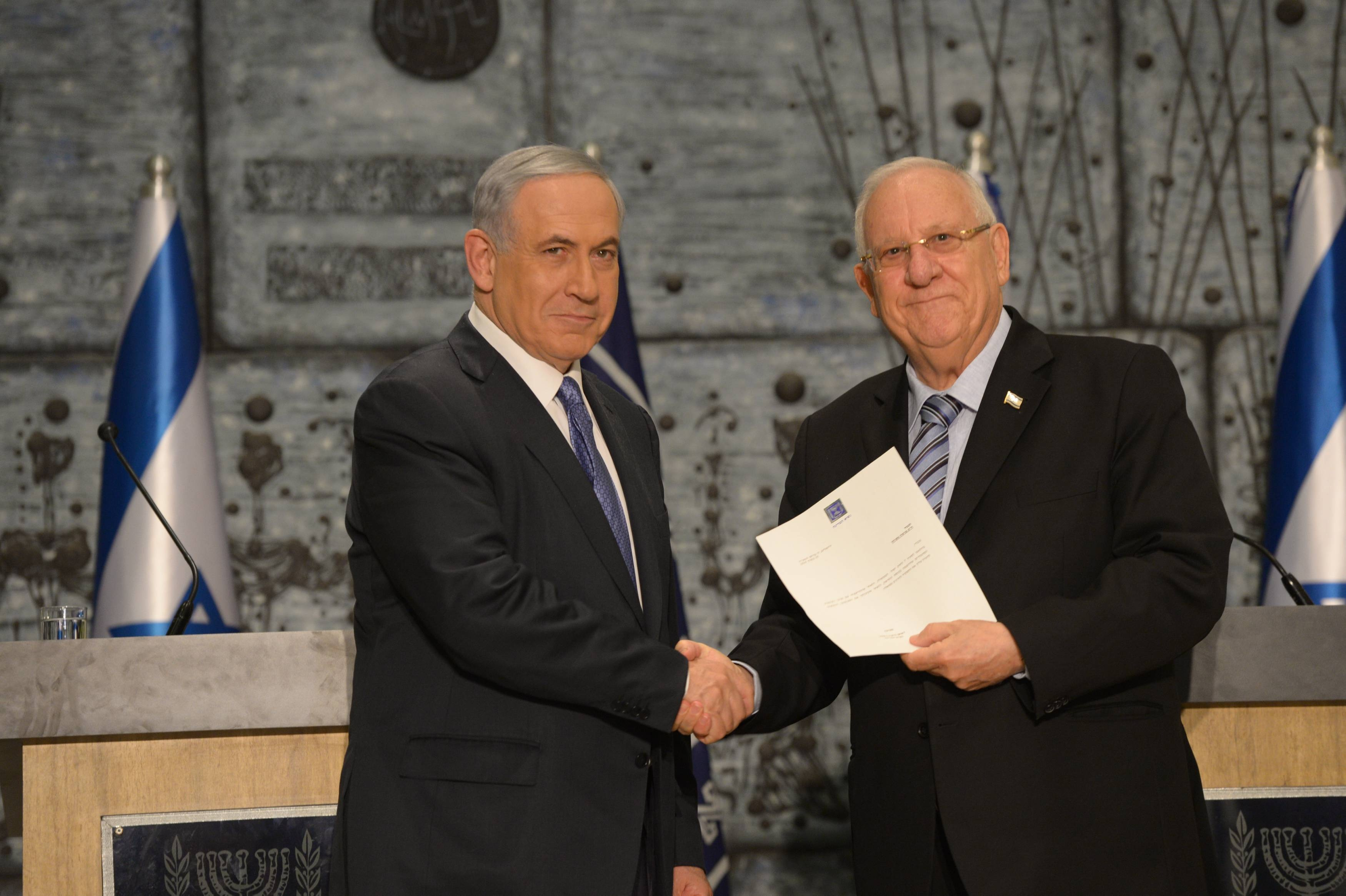
El president Rivlin assignà a Netanyahu la tasca de formar govern després de les eleccions

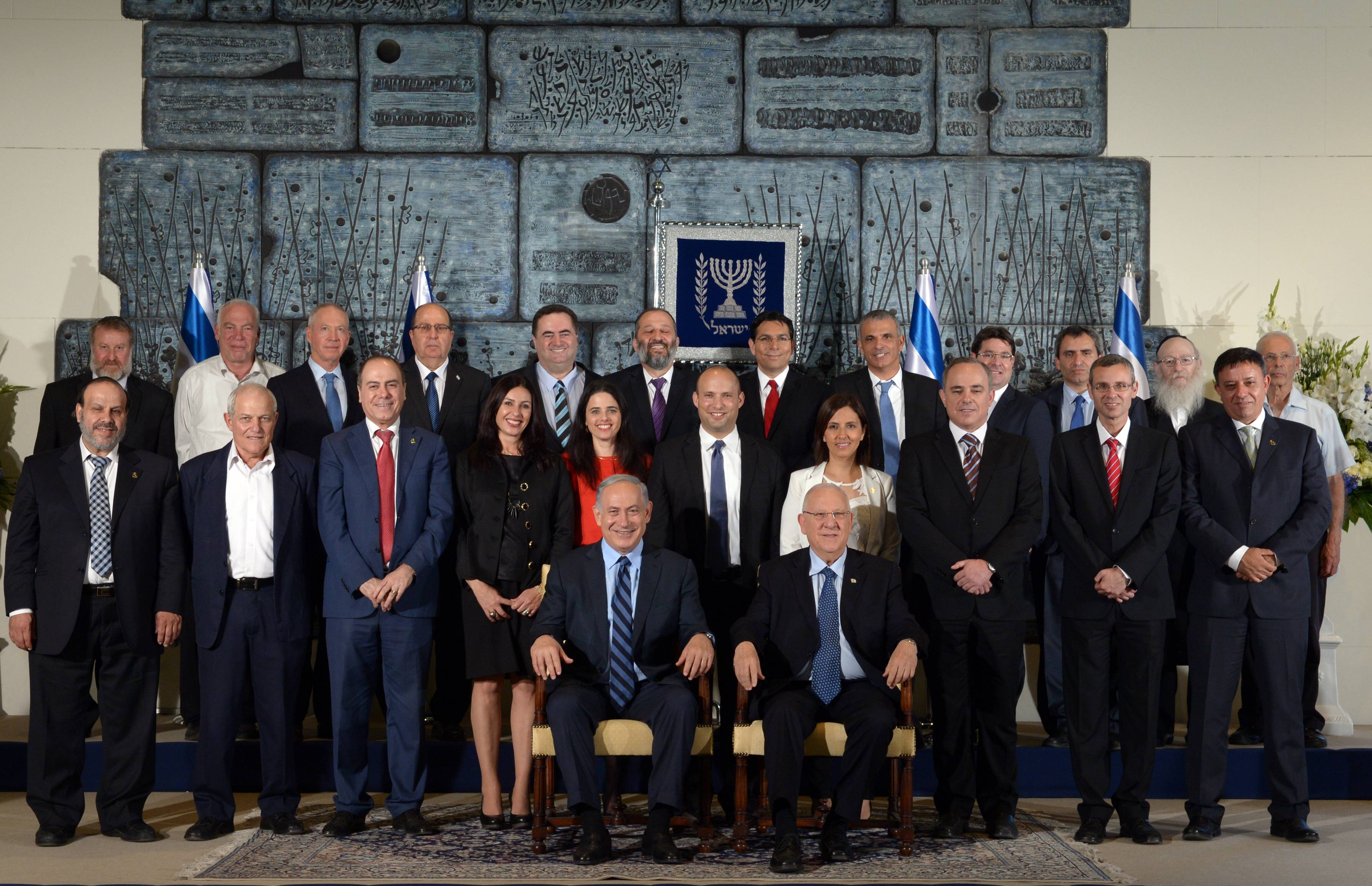
Govern d'Israel que es formà després de les eleccions

Les eleccions legislatives d'Israel de 2015, les vintenes de l'Estat d'Israel, foren convocades per a elegir els diputats de la Knésset, el parlament israelià, per a un mandat de quatre anys. Se celebraren el 17 de març de 2015.

## Antecedents
El tercer govern de Binyamín Netanyahu va sortir de les eleccions legislatives d'Israel de 2013 i va prendre possessió el 18 de març de 2013 fou coalició del Likkud-Yisrael Beiteinu, Yeix Atid, La Llar Jueva i Ha-Tenuà.
En març de 2014 es va aprovar la modificació de la Llei bàsica del govern, limitant el nombre de ministres a 18 i establint que tots els ministres hagin de tenir cartera. També es va elevar el llindar electoral del 2% al 3,25% del total de vots emesos perquè un partit pugui entrar a la Knesset, mantenint el sistema de representació proporcional sense representació geogràfica.
L'aliança del Likkud i Yisrael Beiteinu es va rompre el juliol de 2014 i el 2 de desembre de 2014, Netanyahu va destituir la ministra de Justícia Tsippi Livni, de Ha-Tenuà i al ministre de Finances Yair Lapid de Yeix Atid, per la seva oposició a la lluita contra el programa nuclear de l'Iran, aconseguir que els palestins reconeguin Israel com a Estat jueu i continuar construint a les zones ocupades de Jerusalem est, i quatre ministres més de Yeix Atid van dimitir provocant la convocatòria de noves eleccions per al 17 de març de 2015.

## Sistema electoral
Les eleccions escullen 120 diputats per escrutini en llistes elegides sota el sistema d'escrutini proporcional plurinominal estricte amb un sol electoral per primera vegada del 3,25%.

## Els partits
El Partit Laborista es presenta coalitzat amb Hatnuah, de Tzipi Livni, sota la denominació d'Unió Sionista.
L'antic líder de Shas, Eli Yishai, crea Yachad i aquest es presenta amb Otzma LeYisrael.
Els partits àrabs decideixen fer una llista conjunta: la Llista Conjunta.

## Resultats
| ← Eleccions a la Kenésset, 2015→ |                          |         |        |        |        |
|                                  |                          |         |        |        |        |
|                                  | Candidatura              | Vots    | %      | Escons | Escons |
| 2015                             | Candidatura              | Vots    | %      | Dif.   |        |
|                                  | Likkud                   | 984.966 | 23,40% | 30     | +12    |
|                                  | Unió Sionista            | 786.075 | 18,67% | 24     | +3     |
|                                  | Llista Conjunta          | 443.837 | 10,54% | 13     | +2     |
|                                  | Yeix Atid                | 370.850 | 8,81%  | 11     | -8     |
|                                  | Kulanu                   | 315.202 | 7,49%  | 10     | Nou    |
|                                  | La Llar Jueva            | 283.559 | 6,74%  | 8      | -4     |
|                                  | Xas                      | 241.200 | 5,73%  | 7      | -4     |
|                                  | Israel Beitenu           | 215.083 | 5,11%  | 6      | -7     |
|                                  | Judaisme Unit de la Torà | 211.826 | 5,03%  | 6      | -1     |
|                                  | Mérets                   | 165.292 | 3,93%  | 5      | -1     |

## Conseqüències
El President Reuven Rivlin va intentar la formació d'un govern d'unitat nacional entre el Likkud i Unió Sionista que Isaac Herzog va rebutjar, i Binyamín Netanyahu formà un nou govern de coalició del Likkud amb La Llar Jueva, Judaisme Unit de la Torà, Kulanu i Xas, amb el mínim de 61 escons, i Yisrael Beiteinu es va unir a la coalició el maig de 2016.